# MRO-A

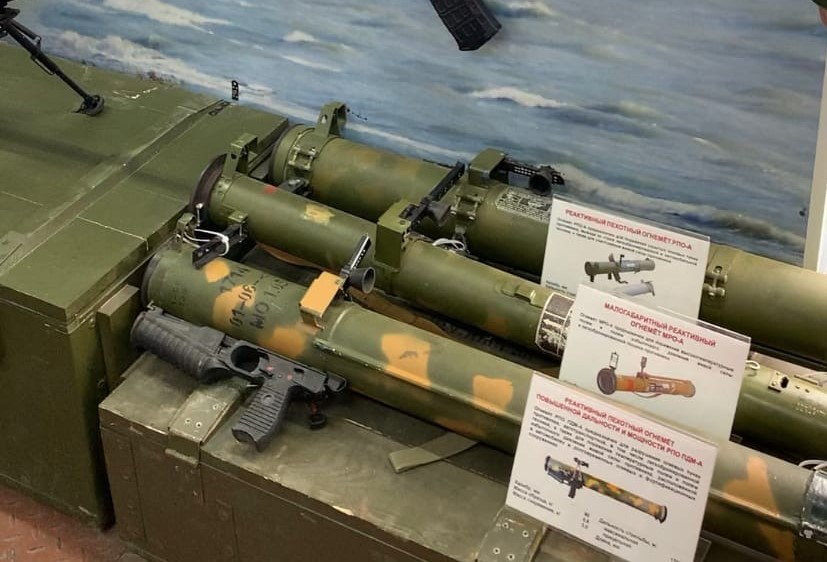
Lança-chamas manuais assistidos por foguete. Lança-chamas MRO-A no centro

O MRO Borodach é um lança-foguetes russo descartável de tiro único de 72,5 mm.

## Especificação técnica
Série MRO
- Calibre: 72,5 mm
- Comprimento: 900 mm
- Peso: 4,7 kg
- Alcance efetivo: 90 m
- Alcance máximo: 450 m
- Variantes: MRO-A (ogiva termobárica), MRO-D (ogiva de fumaça de fósforo branco), MRO-Z (ogiva incendiária)

## Operadores
- Rússia[4]
- Síria[5]

### Ex-operadores
- República Popular de Donetsk[1]